# Mitulin
Mitulin (ukr. Митулин) – wieś w obwodzie lwowskim, w rejonie złoczowskim na Ukrainie. Miejscowość liczy 474 mieszkańców.
We wsi znajduje się drewniana cerkiew z 1863 roku, a na wschód od wsi "Góra Wapniarka" - pomnik przyrody. 

## Położenie, demografia, historia
Według Słownika geograficznego Królestwa Polskiego i innych krajów słowiańskich z 1880 roku: Mitulin to wieś w powiecie złoczowskim, położona 22 km na południowy-zachód od Złoczowa i 5 km na południowy zachód od urzędu pocztowego w Olszanicy. We wsi jest cerkiew i szkoła etatowa jednoklasowa. W polu zwanym "Mogiłki" przechowały się kurhany, poniszczone i zaorane.
Według spisu z roku 1880 było 861 mieszkańców na obszarze dworu Olszaca, między innymi 455 grekokatolików, 390 wyznania rzymskokatolickiego. Rzymskokatolicka parafia znajdowała się w Gołogórach.
W II Rzeczypospolitej wieś w powiecie złoczowskim województwa tarnopolskiego. Według spisu powszechnego z 1921 roku we wsi było 1016 mieszkańców, z czego 517 Polaków, 458 Ukraińców i 41 Żydów. W 1931 roku liczba mieszkańców wzrosła do 1060.
W 1936 r. wzniesiono tu murowany kościół p.w. Najświętszego Serca Pana Jezusa. Zamknięty w latach 40., oddany katolikom w 2000 r.
17 lutego 1944 roku bojówka ukraińska zabiła w Mitulinie od kilku do 19 Polaków. Bojówka wycofała się po przyjeździe Niemców (gestapo), którzy zabili dwóch napastników.